# Octospora musci-muralis
Octospora musci-muralis är en svampart som beskrevs av Graddon 1972. Octospora musci-muralis ingår i släktet Octospora och familjen Pyronemataceae.  Arten är reproducerande i Sverige. Inga underarter finns listade i Catalogue of Life.